# Itaju
Itaju là một đô thị ở bang São Paulo của Brasil.
Đô thị này nằm ở vĩ độ 21º58'52" độ vĩ nam và kinh độ 48º48'17" độ vĩ tây, trên khu vực có độ cao 498 m. Dân số năm 2004 ước tính là 2 781 người. 
Đô thị này có diện tích 228,8 km².

## Thông tin nhân khẩu
Dữ liệu dân số theo điều tra dân số năm 2000
Tổng dân số: 2.638
- Dân số thành thị: 1.644
- Dân số nông thôn: 994
- Nam giới: 1.369
- Nữ giới: 1.269

Mật độ dân số (người/km²): 11,53
Tỷ lệ tử vong trẻ sơ sinh dưới 1 tuổi (trên một triệu người): 7,42
Tuổi thọ bình quân (tuổi): 76,55
Tỷ lệ sinh (số trẻ trên mỗi bà mẹ): 2,62
Tỷ lệ biết đọc biết viết: 92,20%
Chỉ số phát triển con người (HDI-M): 0,807
- Chỉ số phát triển con người - Thu nhập: 0,694
- Chỉ số phát triển con người - Tuổi thọ: 0,859
- Chỉ số phát triển con người - Giáo dục: 0,867

(Nguồn: IPEADATA)